# Манжетное уплотнение
Манжетное уплотнение — подвижное уплотнение контактного типа, основным элементом которого является эластичная манжета, которая установлена в корпусе (или на валу), уплотнитель которой прижат давлением уплотняемой среды или силами упругости материала манжеты или браслетной пружиной к гладкой цилиндрической (или плоской) поверхности вала (или корпуса).

## Классификация манжетных уплотнений
В зависимости от способа использования манжетные уплотнения делятся на:
- уплотнение и защита вращающихся соединений (вращающихся валов);
- уплотнение соединений поступательного движения (поршня и штока гидроцилиндра).

## Уплотнение валов
Манжетные уплотнения согласно ГОСТ 8752-79  и ГОСТ 6678-72 с прижимной пружиной при перепадах давления 0,05...0,15 МПа являются наиболее распространённым типом уплотнения валов по причине простоты, малой стоимости и габаритов, высокой степени стандартизации (все такие уплотнения - изделия стандартные, по ГОСТ или DIN), высоких показателей герметизации и стойкости к агрессивным средам. 
Возможности манжетных уплотнений ограничиваются характеристиками материала манжеты. В первую очередь имеют значение: ускоренное старение при высокой температуре, потеря эластичности при низкой температуре и крошение при больших скоростях  скольжения в зоне контакта. Отсюда следуют высокие требования к точности и шероховатости (потому поверхность вала под уплотнением всегда подвергается полировке) уплотняемой поверхности вала, а также, температурного диапазона работы уплотнения.
Манжетные уплотнения валов хорошо себя зарекомендовали в следующих условиях эксплуатации:
- давление (перепад давлений) p = 0,05...0,15 МПа;
- контактные нагрузки в зоне прижатия уплотнителя (см. рис.) к валу pк < 1 МПа;
- скорость скольжения V < 15...20 м/с;
- температурный диапазон работы t = -50°C...+150°C;
- герметичность (удельные утечки на единицу длины контакта за единицу времени) Q < 1,0 мм3/(м•с);
- ресурс работы 1000...5000 часов.

## Уплотнение поршня и штока

### Вгидроприводах
Условия работы манжетных уплотнений гидроцилиндров следующие:
- давление (перепад давлений) p < 50 МПа, а для некоторых конструкций до 100 МПа;
- скорость скольжения V < 0,5 м/с;
- температурний диапазон работы t = -60°C...+200°C.

Для уплотнения используют манжеты следующих видов:
- нормальные по ГОСТ 6969-54[3] и ГОСТ 14896-84[4]
- шевронные по ГОСТ 22704-77[5]

### Впневмоприводах
Условия работы манжетных уплотнений в пнемоцилиндрах:
- давление (перепад давлений) p < 0,005...1 МПа
- скорость скольжения при возвратно-поступательном движении до 1 м/с
- температура эксплуатации t =  - 65°C до +150°C .

В пневмоприводах используют манжеты по ГОСТ 6678-72

### Очистители грязи (пылеочистители)
Грязесъёмники для штоков и пневмоцилиндров по ГОСТ 24811-81 предназначены для защиты контактных поверхностей уплотнения от грязи и пыли.